# Amélia Rodrigues (poeta)
Amélia Augusta do Sagramento Rodrigues (Santo Amaro da Purificaçâo, 26 de maig de 1861—Salvador, 22 d'agost de 1926) fou una educadora, escriptora, dramaturga i poeta brasilera. Era originària de Sant Amaro, on també nasqué Misael Brás Pereira, el poeta Colibri; aquesta autodidacta fou una icona d'intel·ligència, de caràcter incòlume. Fou advocada sense graduació, periodista, enquadernadora de llibres, i bibliotecària del Col·legi Teodoro Sampaio. Estimava la terra i la seua gent.

## Biografia
Nasqué a la Hisenda Campos, a la freguesia d'Oliveira dos Campinhos, llavors pertanyent al municipi de Santo Amaro. Estudià en el Col·legi Alexandrino do Prado i, després, amb Antônio Araújo Gomes de Sá i Manuel Rodrigues de Almeida, completà la formació en el col·legi llavors mantingut per Cândida Álvares dos Santos.
Començà a ensenyar a Arraial da Lapa, i més tard a Santo Amaro, durant vuit anys. Al 1891 l'envien a Salvador al Col·legi Central de Santo Antônio. Allí, al 1905, un dels seus alumnes és seleccionat per ensenyar anglés pel sistema del filòsof positivista Herbert Spencer.
Retirada, torna a l'ensenyament més dinàmic: funda l'"Institut Mater Maria Auxiliadora", que després seria "Ação dos Expostos".

## Obra
Es dedica al periodisme com a col·laboradora de publicacions religioses com O Mensageiro da Fé, A Paladina, i A Voz. Escrigué algunes peces teatrals: Fausta, A Natividade... Fou autora dels poemes "Religiosa Clarisse" i "Bem em queres". També feu obres didàctiques, literatura infantil i novel·les.

## Honors

### Epònims
El govern de l'estat de Bahia, amb la llei Núm. 182 de 20 d'octubre de 1961, creà el municipi Amélia Rodrigues, en homenatge a l'educadora.